# Timină
Timina (simbolizată cu litera T) este una din cele patru baze azotate care formează ADN-ul, și are formula chimică {\displaystyle C_{5}H_{6}N_{2}O_{2}}. Este un compus derivat de la molecula pirimidinei, și a fost descoperit în 1885 de către Albrecht Kossel.

## Proprietăți

### Proprietăți fizice
Compus cristalin, incolor, inodor, ce are proprietatea de a absorbi lumina. Timina nu prezintă fosforescență.

### Proprietăți chimice
Legarea dintre timină (bază pirimidinică) și adenină (baza purinică complementară) este realizată prin 2 legături de hidrogen.